# Prades-Salars
Prades-Salars (okzitanisch: Pradas) ist eine französische Gemeinde mit 315 Einwohnern (Stand: 1. Januar 2022) im Département Aveyron in der Region Okzitanien (vor 2016: Midi-Pyrénées). Sie gehört zum Arrondissement Millau und zum Kanton Raspes et Lévezou. Die Einwohner werden Salarsipradiens genannt.

## Geographie
Prades-Salars liegt etwa 19 Kilometer südöstlich von Rodez. Der Fluss Violou, der im Südwesten zum Lac de Pareloup aufgestaut wird, begrenzt die Gemeinde im Süden. Umgeben wird Prades-Salars von den Nachbargemeinden Ségur im Norden und Osten, Curan im Südosten, Salles-Curan im Süden, Canet-de-Salars im Südwesten und Westen sowie Pont-de-Salars im Nordwesten.

## Bevölkerungsentwicklung
| Jahr                       | 1962 | 1968 | 1975 | 1982 | 1990 | 1999 | 2006 | 2019 |
| Einwohner                  | 442  | 401  | 365  | 316  | 320  | 293  | 282  | 316  |
| Quellen: Cassini und INSEE |      |      |      |      |      |      |      |      |

## Sehenswürdigkeiten

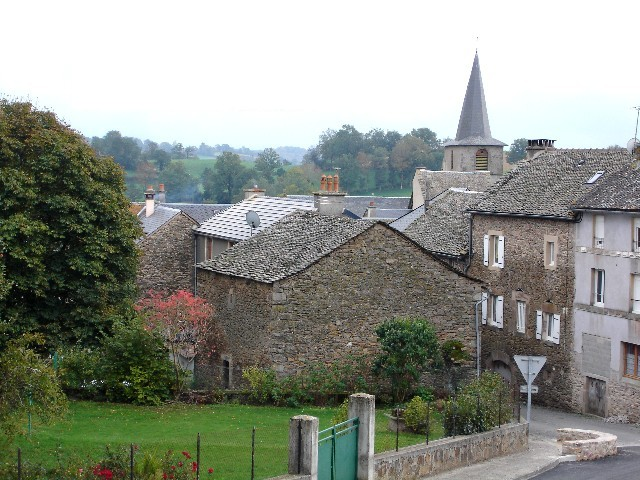
Blick auf das Ortszentrum mit Kirche

- Kirche Saint-Jean-Baptiste
- Friedhofskapelle